# I liga paragwajska w piłce nożnej (1987)
Mistrzem Paragwaju został klub Cerro Porteño, natomiast wicemistrzem Paragwaju – Club Olimpia
.
Mistrzostwa Paragwaju podzielone zostały na trzy etapy. Każdy z etapów rozgrywany był systemem, w którym kluby grały ze sobą każdy z każdym po jednym meczu. Na koniec sezonu sześć najlepszych klubów rozegrało turniej kwalifikacyjny, którego zwycięzca obok mistrza Paragwaju uzyskał prawo gry w Copa Libertadores.
Do turniejów międzynarodowych zakwalifikowały się następujące kluby:
- Copa Libertadores 1988: Cerro Porteño, Club Olimpia

Do drugiej ligi nikt nie spadł – za to z drugiej ligi awansowały aż dwa kluby – Club River Plate i Sportivo San Lorenzo. Liga powiększona została z 10 do 12 klubów.

## Pierwszy etap

### Tabela końcowa pierwszego etapu 1987
| Poz | Klub                               | Mecze | Zw | Rem | Por | Pkt | BrZd | BrStr |
| --- | ---------------------------------- | ----- | -- | --- | --- | --- | ---- | ----- |
| 1   | Cerro Porteño                      | 9     | 5  | 3   | 1   | 13  | 15   | 5     |
| 2   | Club Nacional                      | 9     | 4  | 4   | 1   | 12  | 12   | 8     |
| 3   | Atlético Colegiales                | 9     | 3  | 5   | 1   | 11  | 5    | 4     |
| 4   | Club Sol de América                | 9     | 4  | 3   | 2   | 11  | 8    | 9     |
| 5   | General Caballero Asunción         | 9     | 3  | 3   | 3   | 9   | 8    | 7     |
| 6   | Club Guaraní                       | 9     | 2  | 3   | 4   | 7   | 10   | 10    |
| 7   | Club Libertad                      | 9     | 2  | 3   | 4   | 7   | 11   | 13    |
| 8   | Sport Colombia Fernando de la Mora | 9     | 0  | 7   | 2   | 7   | 8    | 11    |
| 9   | Club Olimpia                       | 9     | 1  | 5   | 3   | 7   | 4    | 7     |
| 10  | Sportivo Luqueño                   | 9     | 2  | 2   | 5   | 6   | 10   | 17    |

## Drugi etap

### Tabela końcowa drugiego etapu 1987
| Poz | Klub                               | Mecze | Zw | Rem | Por | Pkt | BrZd | BrStr |
| --- | ---------------------------------- | ----- | -- | --- | --- | --- | ---- | ----- |
| 1   | Cerro Porteño                      | 9     | 6  | 2   | 1   | 14  | 10   | 4     |
| 2   | Club Olimpia                       | 9     | 4  | 3   | 2   | 11  | 12   | 9     |
| 3   | Sport Colombia Fernando de la Mora | 9     | 4  | 3   | 2   | 11  | 10   | 9     |
| 4   | Atlético Colegiales                | 9     | 4  | 3   | 2   | 11  | 8    | 5     |
| 5   | Club Sol de América                | 9     | 4  | 2   | 3   | 10  | 12   | 10    |
| 6   | General Caballero Asunción         | 9     | 1  | 6   | 2   | 8   | 8    | 9     |
| 7   | Sportivo Luqueño                   | 9     | 2  | 3   | 4   | 7   | 10   | 12    |
| 8   | Club Libertad                      | 9     | 1  | 5   | 3   | 7   | 6    | 9     |
| 9   | Club Nacional                      | 9     | 2  | 3   | 4   | 7   | 8    | 10    |
| 10  | Club Guaraní                       | 9     | 1  | 2   | 6   | 4   | 6    | 13    |

## Trzeci etap

### Tabela końcowa trzeciego etapu 1987
| Poz | Klub                               | Mecze | Zw | Rem | Por | Pkt | BrZd | BrStr |
| --- | ---------------------------------- | ----- | -- | --- | --- | --- | ---- | ----- |
| 1   | Cerro Porteño                      | 9     | 6  | 2   | 1   | 14  | 11   | 3     |
| 2   | Club Libertad                      | 9     | 6  | 1   | 2   | 13  | 11   | 6     |
| 3   | Club Guaraní                       | 9     | 5  | 2   | 2   | 12  | 13   | 8     |
| 4   | General Caballero Asunción         | 9     | 4  | 3   | 2   | 11  | 11   | 11    |
| 5   | Club Sol de América                | 9     | 3  | 3   | 3   | 9   | 12   | 9     |
| 6   | Club Olimpia                       | 9     | 3  | 3   | 3   | 9   | 7    | 8     |
| 7   | Sport Colombia Fernando de la Mora | 9     | 3  | 2   | 4   | 8   | 12   | 16    |
| 8   | Atlético Colegiales                | 9     | 2  | 2   | 5   | 6   | 10   | 11    |
| 9   | Sportivo Luqueño                   | 9     | 1  | 4   | 4   | 6   | 3    | 8     |
| 10  | Club Nacional                      | 9     | 0  | 2   | 7   | 2   | 6    | 16    |

## Sumaryczna tabela sezonu 1987
Tabela przedstawia sumaryczny dorobek klubów uzyskany w trzech etapach.
| Poz | Klub                               | Mecze | Zw | Rem | Por | Pkt | BrZd | BrStr |
| --- | ---------------------------------- | ----- | -- | --- | --- | --- | ---- | ----- |
| 1   | Cerro Porteño                      | 27    | 17 | 7   | 3   | 41  | 36   | 12    |
| 2   | Club Sol de América                | 27    | 11 | 8   | 8   | 30  | 32   | 28    |
| 3   | Atlético Colegiales                | 27    | 9  | 10  | 8   | 28  | 23   | 20    |
| 4   | General Caballero Asunción         | 27    | 8  | 12  | 7   | 28  | 27   | 27    |
| 5   | Club Libertad                      | 27    | 9  | 9   | 9   | 27  | 28   | 28    |
| 6   | Club Olimpia                       | 27    | 8  | 11  | 8   | 27  | 23   | 24    |
| 7   | Sport Colombia Fernando de la Mora | 27    | 7  | 12  | 8   | 26  | 30   | 36    |
| 8   | Club Guaraní                       | 27    | 8  | 7   | 12  | 23  | 29   | 31    |
| 9   | Club Nacional                      | 27    | 6  | 9   | 12  | 21  | 26   | 34    |
| 10  | Sportivo Luqueño                   | 27    | 5  | 9   | 13  | 19  | 23   | 37    |

## Kwalifikacje do Copa Libertadores

### Tabela kwalifikacji do Copa Libertadores
Za drugie miejsce w jednym z trzech etapów mistrzostw Paragwaju kluby otrzymały bonus – 1 punkt.
| Poz | Klub                       | Mecze | Zw | Rem | Por | Pkt | BrZd | BrStr |
| --- | -------------------------- | ----- | -- | --- | --- | --- | ---- | ----- |
| 1   | Club Olimpia               | 5     | 3  | 2   | 0   | 9   | 4    | 0     |
| 2   | Club Sol de América        | 5     | 3  | 2   | 0   | 8   | 7    | 1     |
| 3   | Club Libertad              | 5     | 2  | 0   | 3   | 5   | 4    | 5     |
| 4   | Atlético Colegiales        | 5     | 2  | 1   | 2   | 5   | 2    | 6     |
| 5   | General Caballero Asunción | 5     | 2  | 0   | 3   | 4   | 5    | 5     |
| 6   | Club Nacional              | 5     | 0  | 1   | 4   | 2   | 2    | 7     |

- Bramki zdobyte i stracone obliczone zostały tylko na podstawie meczów, których wyniki bramkowe były znane.